# Виктор Викерхаузер
Виктор Викерхаузер (Загреб, 25. новембар 1866 — Београд, 14. децембар 1940) је био аустроугарски, a касније и југословенски адмирал.

## Биографија
Рођен је 25. новембра 1866. године у Загребу, од оца Милана, саветника хрватско-славонско-далматинске владе у Загребу и мајке Лујзе Мартини. Био је дете из мешовитог брака, са очеве стране припадао је аустријској породици племића из покрајине Корушке док је са мајчине стране њена породица била италијанског порекла. Због тога још као мали био је полиглота и говорио је неколико страних језика: немачки, италијански и енглески. По завршетку гимназије ступио је 1881. године у аустроугарску војску, као питомац Поморске војне академије у Ријеци.
Оженио се 1920. године, Амалијом кћерком Стјепана Ст. Матића трговца из Старе Градишке. Имао је троје деце, синове Теодора (1922—2018), академик ЈАЗУ и професор на Ветеринарском факултету у Загребу, Милана и кћерку Олгу.

## Активна служба
По завршетку Поморске војне академије од 1885. године, службовао је у аустроугарској морнарици на многим ратним бродовима. Када је избио Боксерски устанак 1900, аустроугарска војска у саставу савезничких снага послала је читаву једну ескадилу ратне морнарице. Као поручник бојног брода командовао је батаљоном морнаричке пешадије у саставу те ескадриле, искрцаним за операције у Манџурији. По повратку у Аустроугарску постављен је за наставника предмета "Наутика" у Поморкској војној академији и унапређен у чин капетана фрегате.
Током Првог светског рата од 1914. до 1917. године био је начелник Општевојног одељења Команде Аустроугарске морнарице у Бечу. Од 1917. године премештен је за команданта речне флотиле. Пред крај рата пензионисан је по својој молби 1. октобра 1918. године. У новембру 1918. ставио се на располагање Народном већу СХС у Загребу. Након формирања Краљевине СХС, реактивиран и примљен у новоформирану војску 22. јула 1919. године и стављен је на располагање до 1920. године са чином контра адмирала. Дана 18. октобра 1920. године постављен за професора Војног морнарства на Нижој школи и Ратне морнарице на Вишој школи Војне академије. Од 29. августа 1920. до 26. октобра 1929. године био је начелник Морнаричког одељења у Министарству војске и морнарице. Командант Морнарице постао је 26. октобра 1929. године и на том положају остао је до пензионисања. Пензионисан и преведен у резерву 7. априла 1932. године. Био је члан у управним одборима Радио Београда, "Јута и конопља а.д." и "Филипс југословенско а.д.".
Био је један од оснивача Ротари клуба Земун 1933. године и његов први председник од 1934. до 1935. године. За време његовог мандата од 2. априла 1934. године клуб је званично примљен, чартерован, у пуноправно чланство Ротари Интернационала. Пензионерске дане је проводио у својој кући у улици Немањина 19 у Земуну.
Преминуо је 14. децембра 1940. године. Сахрањен је на Новом гробљу у Београду.

## Унапређење у чинове
| Питомац Поморства | Поручник корвете | Поручник фрегате | Поручник бојног брода | Капетан корвете |
| ----------------- | ---------------- | ---------------- | --------------------- | --------------- |
|                   |                  |                  |                       |                 |
| 1881.             | 1885.            | 1887.            | 1895.                 | 1907.           |

| Капетан фрегате | Капетан бојног брода | Контраадмирал      | Вицеадмирал        | Адмирал         |
| --------------- | -------------------- | ------------------ | ------------------ | --------------- |
|                 |                      |                    |                    |                 |
| ?               | 1912.                | 9. септембар 1918. | 6. септембар 1929. | 11. април 1930. |

## Одликовања
Одликован је Орденом Карађорђеве звезде 3. реда и Орденом Југословенске круне 2. реда.